# Adrastée (mythologie)
« Adrastia » redirige ici. Pour Association Adrastia, voir Vincent Mignerot#Association Adrastia.
Pour les articles homonymes, voir Adrastée.

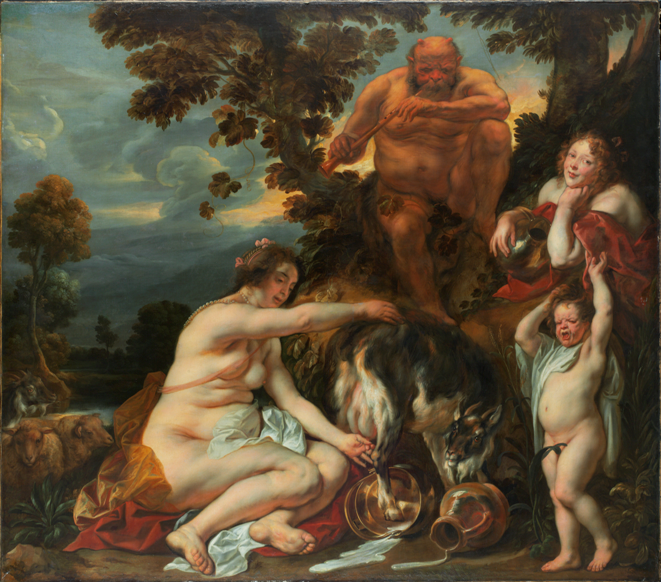
L'Enfance de Jupiter. Peintures de Jacob Jordaens dans la Galerie des Maîtres Anciens (Kassel).

Dans la mythologie grecque, Adrastée, Adrastie ou Adrastia (en grec ancien Ἀδράστεια / Adrásteia, « de qui on ne peut échapper ») est une nymphe que Rhéa a chargée, avec sa sœur Ida, de protéger Zeus enfant contre Cronos.
C'est la fille d'Ananké et de Mélissé, ainsi que la sœur d'Ida.

## Épiclèse
Adrastée est aussi une épiclèse pour Rhéa, Cybèle, Némésis et Ananké. En tant qu'Adrastée, ces quatre divinités sont particulièrement associées à la dispensation de récompenses et de punitions.